# 中日本建設コンサルタント
中日本建設コンサルタント株式会社（なかにほんけんせつコンサルタント、英: NAKANIHON ENGINEERING CONSULTANTS Co.,Ltd）は、愛知県名古屋市に本社を置く総合建設コンサルタント会社。
全国に42の拠点を持ち、水環境分野（上下水道・河川・廃棄物）と交通分野（道路・橋梁・鉄道）を主軸として展開している。
国土交通省よりPPP協定パートナーに選定されている。
また、内閣官房より水循環ACTIVE企業の人材資金カテゴリーにおいて認証を受けている。

## 沿革
- 1964年（昭和39年）11月 - 設立
- 1991年（平成3年）5月 - 本社を名古屋市中区錦一丁目8番6号に移転
- 1999年（平成11年）6月 - ISO 9001認証取得
- 2004年（平成16年）8月 - ISO 14001認証取得
- 2012年（平成24年）6月 - 三翠建設コンサルタント株式会社を子会社化[4]
- 2019年（令和元年）5月 - ISO 55001認証取得
- 2024年（令和6年）8月 - 本社を名古屋市中区丸の内一丁目16番15号に移転[5]
  - 12月 - 株式会社ニック環境システムを子会社化[6]

## 支社
- 東京支社（東京都千代田区五番町14）
- 大阪支社（大阪府大阪市中央区内本町1-3-5）

## 子会社
- 三翠建設コンサルタント株式会社
- 株式会社ニック環境システム
- 中日本タスク株式会社